# Fiat G.18
Fiat G.18 — італійський транспортний і пасажирський літак 1930-х років. Використовувався громадянськими авіаперевізниками та ВВС Королівства Італії, а пізніше і Люфтваффе.

## Історія
В 1934 році італійські авіаконструктори познайомилися з одним з кращих і передових транспортно-пасажирських літаків того часу американським Douglas DC-2. Цей літак, як і його вдосконалений варіант  DC-3, поставлявся в багато країн світу, а в  СРСР і  Японії взагалі випускався за ліцензією. Італійці ж вирішили, базуючись на основі і напрацювання з цього літака, створити свій, аналогічний. За справу взялися авіаконструктор Джузеппе Габріеллі та Fiat - вже тоді шановний авіабудівник і компанія мала на той час мала чималий досвід в будівництві літаків.
Літак отримав суцільнометалеву алюмінієву обшивку. У фюзеляжі овального перетину був розміщений пасажирський салон на 18 пасажирів, що мав, для того часу, велику комфортабельність. До кожного пасажирського крісла підведено індивідуальне електричне освітлення і вентилятор. Значну увагу було приділено і звукоізоляції салону, для цього застосовувалася обшивка із спеціальним матеріалом. Передбачався невеликий багажний відсік і туалет. Літак оснащувався двома радіальними двигунами марки Fiat.
В 1937 році була створена більш вдосконалена модифікація G.18V. Всього ж було побудовано 9 екземплярів цих літаків, оскільки надії на експорт не було, а італійський авіаперевізник великої кількості літаків не вимагав. З початком  Другої світової війни, як і багато інших італійських цивільні повітряні судна, G.18 надійшли на службу до військових.  Після капітуляції Італії у вересні 1943 року літаки були захоплені німцями і надалі кілька з них використовувалися для повітряного сполучення між Італією і Третім Рейхом.